# Young Struggle
Young Struggle (YS) ist eine 2010 gegründete sozialistische und internationalistische Jugendorganisation in Europa und gehört zur türkischen Marxistisch-Leninistischen Kommunistischen Partei (MLKP). Die Organisation bezeichnet sich als „europaweite Struktur für den gemeinsamen, revolutionären Kampf der einheimischen und migrantischen Jugendlichen“. Nach Einschätzung des Verfassungsschutzes betrachtet sich die Organisation als „Miliz“ der MLKP und vergleicht sich mit der deutschen Rote Armee Fraktion (RAF).

## Organisation in Deutschland

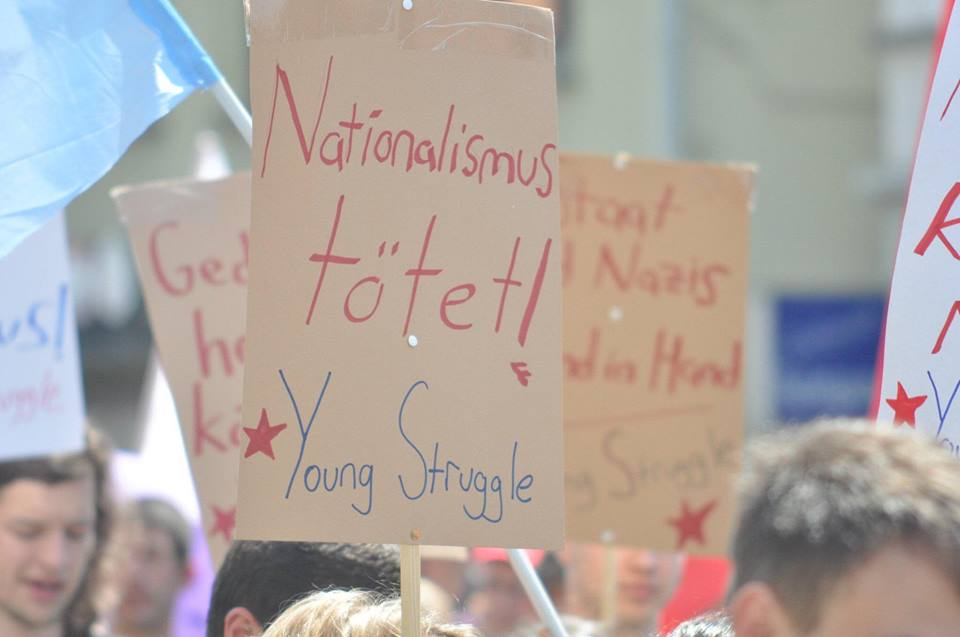
Young Struggle 2018 bei Protesten im Gedenken an die Opfer des Brandanschlags von Solingen

In Deutschland engagieren sich Mitglieder der YS in linksextremistischen Szenen, insbesondere bei den Themenbereichen „Antifaschismus“ und „Antiimperialismus“.
Nach dem Terrorangriff der Hamas auf Israel am 7. Oktober 2023 rechtfertigten Mitglieder von YS in Stellungnahmen und Reden das Massaker. Sie bezeichneten es als „Gefängnisausbruch“ und „Widerstand“. Eine Demonstration in Eisenach anlässlich des vierten Jahrestags des Anschlags in Hanau wurde von den Organisatoren aufgrund der angekündigten Teilnahme von YS abgesagt mit dem Tenor „Wir laufen nicht mit Antisemiten“. YS hatte Verbindungen zu dem im November 2023 verbotenen Netzwerk Samidoun. Ermittler der Berliner Polizei sehen auch enge Verbindungen zu der als links geltenden Berliner Frauengruppe Zora, die am 12. Oktober 2023 auf Flugblättern und im Internet zur Unterstützung der Terrororganisation PFLP aufrief.
Im Dezember 2023 war YS an der Hörsaalbesetzung in der Freien Universität Berlin beteiligt. YS ist laut dem Verfassungsschutzbericht von 2024 „einer der aktivsten extremistischen Akteure in Bezug auf Mobilisierung, Organisation und Teilnahme an propalästinensischen Versammlungen“. Laut der Taz nutzen nach Erkenntnissen des Hamburger Verfassungsschutzes Linksextreme den Protest gegen das israelische Vorgehen in Gaza nach dem Hamas-Terrorüberfall für ihre Zwecke, darunter die „türkisch-linksextremistische Young Struggle“.
Nach Einschätzung des Journalisten Tobias Prüwer ist YS einer der Akteure, die in Dogma und Hierarchie an die streng organisierten K-Gruppen der 1970er Jahre erinnerten. Laut Prüwer gehören zu ihrem Programm „Befreiungsnationalismus und als Antizionismus camouflierter Antisemitismus“. Aggressive wie einseitige Palästina-Parteinahme sei nicht neu, doch nach dem 7. Oktober kämen diese Gruppen aus der Deckung, „ob durch die Hörsaalbesetzung an der FU Berlin, Aktionen an anderen Hochschulen oder versuchtes Kapern von vielen Demonstrationen gegen die AfD mit israelfeindlichen Inhalten“.
Nach Einschätzung der Jüdischen Stimme wird Young Struggle wegen propalästinensischer Aussagen Antisemitismus unterstellt. Im Kontext einer Gedenkkundgebung 2021 zum rechtsextremistisch motivierten Anschlag in Hanau habe Young Struggle Verbindungen zwischen dem Rassismus in Deutschland und der Situation in Palästina hergestellt.

## Bekannte Mitglieder
Ivana Hoffmann war Mitglied der Duisburger Ortsgruppe von Young Struggle, bis sie um 2014 nach Rojava (Syrien) in den Krieg gegen den IS zog.